# Wereldkampioenschap voetbal 2006 (achtste finale) Engeland - Ecuador
Deze pagina is een subpagina van het artikel Wereldkampioenschap voetbal 2006. Hierin wordt de wedstrijd in de achtste finales tussen Engeland en Ecuador, gespeeld op 25 juni, nader uitgelicht. Het was de tweede ontmoeting ooit tussen beide landen, die elkaar voor het eerst hadden getroffen op 24 mei 1970 voor een vriendschappelijke wedstrijd in Quito. Engeland won dat duel destijds met 2-0.

## Wedstrijdgegevens
| Datum                | 25 juni 2006                        | 25 juni 2006                        |
| Stadion              | Gottlieb-Daimler-Stadion, Stuttgart | Gottlieb-Daimler-Stadion, Stuttgart |
| Toeschouwers         | 52,000                              | 52,000                              |
| Scheidsrechter       | Frank De Bleeckere                  | Frank De Bleeckere                  |
| Assistenten          | Peter Hermans Walter Vromans        | Peter Hermans Walter Vromans        |
| Vierde man           | Óscar Ruiz                          | Óscar Ruiz                          |
| Man van de wedstrijd | John Terry                          | John Terry                          |
|                      | Engeland                            | Ecuador                             |
| Doelpunten           | 1                                   | 0                                   |
| Gele kaarten         | 3                                   | 3                                   |
| Rode kaarten         | 0                                   | 0                                   |
| Wissels              | 3                                   | 2                                   |
| Schoten op doel      | 4                                   | 3                                   |
| Schoten naast doel   | 4                                   | 6                                   |
| Overtredingen        | 13                                  | 24                                  |
| Hoekschoppen         | 5                                   | 7                                   |
| Buitenspel           | 3                                   | 6                                   |
| Strafschoppen        | 0                                   | 0                                   |
| Balbezit (tijd)      | 0                                   | 0                                   |
| Balbezit (%)         | 48%                                 | 52%                                 |

| Engeland | 1 – 0        | Ecuador |
| David Beckham 60' | goals        | |
| Sven-Göran Eriksson | bondscoach   | Luis Fernando Suárez |
| Paul Robinson Ashley Cole Steven Gerrard 90+2' Rio Ferdinand John Terry David Beckham 87' Frank Lampard Wayne Rooney Joe Cole 77' Owen Hargreaves Michael Carrick | opstellingen | Cristian Mora Iván Hurtado Ulises de la Cruz Edison Mendez Agustín Delgado Segundo Castillo Luis Valencia Giovanny Espinoza Neicer Reasco 69' Edwin Tenorio 72' Carlos Tenorio |
| Jamie Carragher 77' Aaron Lennon 87' Stewart Downing 90+2' | wissels      | 69' Christian Lara 72' Ivan Kaviedes |
| John Terry 18' Paul Robinson 78' Jamie Carragher 82' | gele kaarten | 24' Luis Valencia 37' Carlos Tenorio 67' Ulises de la Cruz |
| | rode kaarten | |

## Overzicht van wedstrijden
| Groepswedstrijden | | | |
| Groep A | Groep B | Groep C | Groep D |
| Duitsland - Costa Rica Polen - Ecuador Duitsland - Polen Ecuador - Costa Rica Ecuador - Duitsland Costa Rica - Polen             | Engeland - Paraguay Trinidad en Tobago - Zweden Engeland - Trinidad en Tobago Zweden - Paraguay Zweden - Engeland Paraguay - Trinidad en Tobago | Argentinië - Ivoorkust Servië en Montenegro - Nederland Argentinië - Servië en Montenegro Nederland - Ivoorkust Nederland - Argentinië Ivoorkust - Servië en Montenegro | Mexico - Iran Angola - Portugal Mexico - Angola Portugal - Iran Portugal - Mexico Iran - Angola                               |
| Groep E | Groep F | Groep G | Groep H |
| Italië - Ghana Verenigde Staten - Tsjechië Italië - Verenigde Staten Tsjechië - Ghana Tsjechië - Italië Ghana - Verenigde Staten | Australië - Japan Brazilië - Kroatië Brazilië - Australië Japan - Kroatië Japan - Brazilië Kroatië - Australië                                  | Frankrijk - Zwitserland Zuid-Korea - Togo Frankrijk - Zuid-Korea Togo - Zwitserland Togo - Frankrijk Zwitserland - Zuid-Korea                                           | Spanje - Oekraïne Tunesië - Saoedi-Arabië Spanje - Tunesië Saoedi-Arabië - Oekraïne Saoedi-Arabië - Spanje Oekraïne - Tunesië |
| Achtste finales | | | |
| Duitsland - Zweden Argentinië - Mexico                                                                                           | Italië - Australië Zwitserland - Oekraïne | Engeland - Ecuador Portugal - Nederland | Brazilië - Ghana Spanje - Frankrijk                                                                                           |
| Kwartfinales | | | |
| Duitsland - Argentinië | Italië - Oekraïne | Engeland - Portugal | Brazilië - Frankrijk |
| Halve finales | | | |
| Duitsland - Italië | Duitsland - Italië | Portugal - Frankrijk | Portugal - Frankrijk |
| Troostfinale | | | |
| Duitsland - Portugal | | | |
| Finale | | | |
| Italië - Frankrijk | | | |